# 1838 en France
Chronologie de la France
- 1834
- 1835
- 1836
- 1837
- 1838
- 1839
- 1840
- 1841
- 1842

Cette page concerne l'année 1838 du calendrier grégorien.

## Événements
- 6 janvier : Alexis de Tocqueville est élu à l'Académie des sciences morales et politiques[1].
- 20 janvier : reprise d'Hernani au Théâtre-Français[2].
- 26 janvier : Salvandy donne une nouvelle vigueur au « Comité historique des monuments et des arts ». Une partie importante des anciens membres reste en place. D'autres membres sont nommés, dont Montalembert, Delaroche, Ary Scheffer, le baron Taylor, J. J. Ampère, Delécluze…[3]
- 28 janvier : Honoré de Balzac, George Sand, Victor Hugo et Alexandre Dumas père créent la « Société des gens de lettres »[4].
- 30 janvier : le gouvernement français demande aux autorités suisses l’expulsion de Louis-Napoléon Bonaparte[5].

- 13 février : Jules Michelet obtient une chaire de professeur d'histoire et de morale au Collège de France, inaugurée le 23 avril[6].
- 15 février : un projet gouvernemental d'extension du réseau ferré comprenant neuf lignes dont sept en étoile à partir de Paris est soumis à la Chambre[7].

- 5 mars : ordonnance royale autorisant l'ouverture d'une voie reliant la rue des Archives et la rue Montorgueil, la future rue Rambuteau[8].
- 6 mars : loi concédant le chemin de fer de Strasbourg à Bâle[9].

- 11 avril : loi qui élève la compétence des tribunaux civils de première instance[10].

- 7 mai : ouverture du procès d'Aloysius Huber, accusé de comploter contre le gouvernement. Il est condamné le 25 mai à la déportation. Laure Grouvelle, impliquée, est condamnée à 5 ans d’emprisonnement[11].
- 10 mai : loi sur les attributions des conseils généraux de département et des conseils d'arrondissement[12].
- 25 mai : loi qui élève la compétence des juges de paix[13].
- 28 mai : loi sur les faillites et banqueroutes apportant de graves réformes dans le Code de commerce[14].
- 31 mai : ordonnance du roi réglant le régime de la comptabilité publique, d'une façon générale et destinée à maintenir un ordre sévère dans cette branche de l'administration[15].

- 21 juin : Armand Laity est arrêté pour avoir publié une brochure bonapartiste intitulée Relation historique des événements du 30 octobre 1836. Le 11 juillet, il est condamné par la Cour des pairs à cinq ans de prison et 10 000 francs d'amende[5].
- 30 juin : loi sur les aliénés et sur les établissements consacrés au traitement de l'aliénation mentale[16].
- 6 juillet : loi qui autorise l'établissement d'une ligne de chemin de fer entre Paris et Dieppe, par Rouen et Le Havre[17]. La concession est résiliée par la loi du 1er août 1839.
- 7 juillet : loi qui permet l'établissement d'une ligne de chemin de fer entre Paris et Orléans[17]. Le 13 août, une ordonnance royale approuve les statuts de la Compagnie chargée des travaux[18].
- 9 juillet : loi qui permet l'établissement d'une ligne de chemin de fer entre Lille et Dunkerque[17].
- 12 juillet : fin de la session parlementaire[19].
- 16-17 juillet : incendie du théâtre du Vaudeville à Paris[20].
- 22 juillet : conversion officielle au catholicisme d'Arthur-Hercule de Serre par l'action de Lacordaire[21].

- 24 août : ordonnance d'organisation de la Garde municipale de Paris ; son effectif est fixé à 1444 hommes et 432 chevaux. Elle est chargée de veiller au maintien de l'ordre dans la ville et contribue à la répression des complots et des émeutes[17].

- Mi-septembre : le gouvernement français masse des troupes à la frontière helvétique pour forcer la Suisse à expulser Louis-Napoléon Bonaparte[5].

- 14 octobre : Louis-Napoléon Bonaparte quitte la Suisse pour l’Angleterre via l’Allemagne[5]. Il arrive à Londres le 24 octobre accompagné de sept de ses plus proches fidèles, parmi lesquels Persigny.

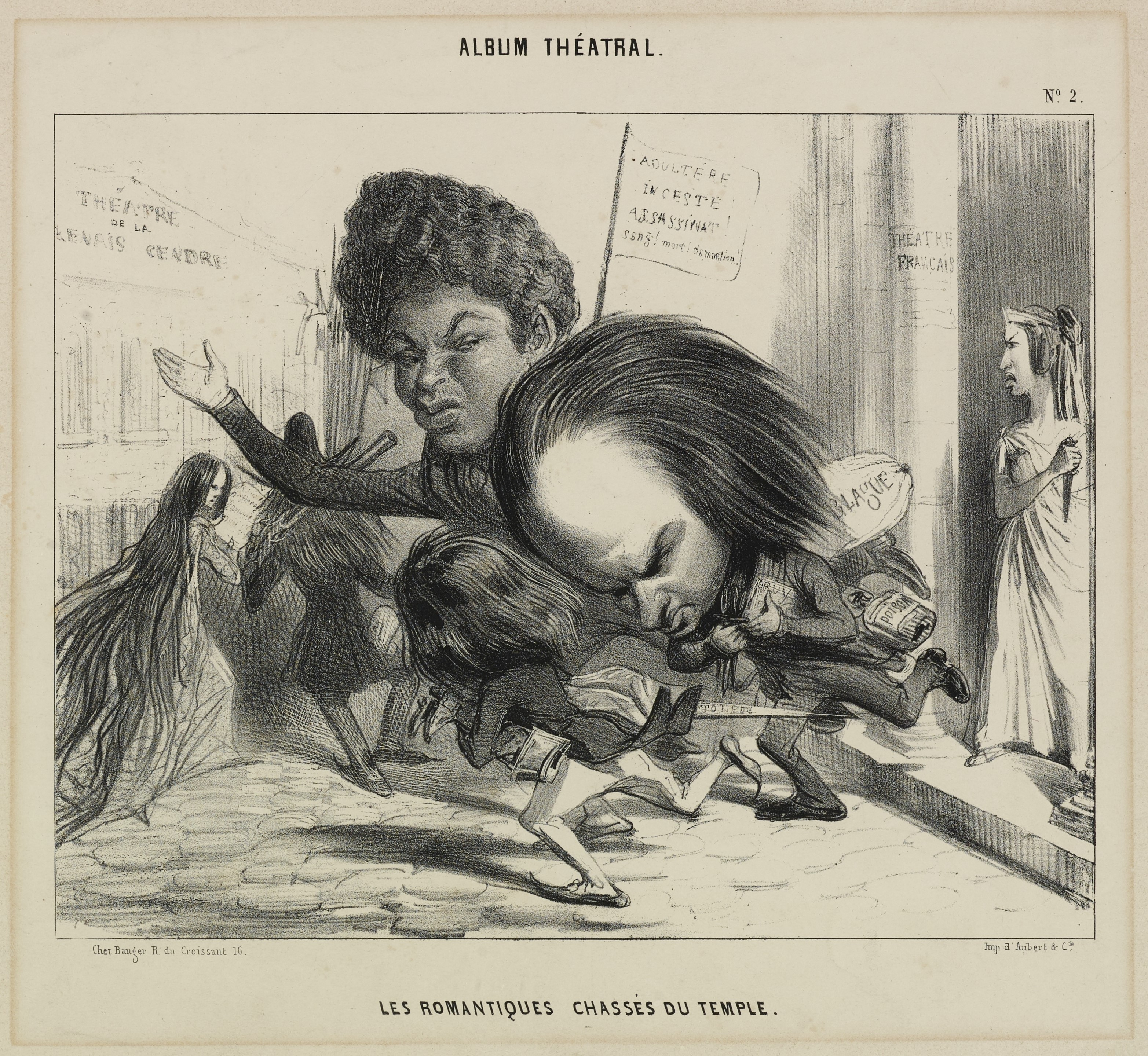
Hugo, Dumas et Frédérick Lemaître sont chassés de la Comédie-Française par Mlle Rachel et s'enfuient vers le théâtre de la Renaissance ; le 8 novembre 1838 a lieu dans ce dernier théâtre la première de Ruy Blas, drame romantique. De Barray dans La Caricature provisoire, n°8, 23 décembre 1838.

- 8 novembre : première de Ruy Blas de Victor Hugo pour l'inauguration du théâtre de la Renaissance[22].

- Novembre : l'historien Duvergier de Hauranne lance un appel à l'union des oppositions contre le gouvernement Molé[23].
- 27 novembre - 5 décembre : bataille de San Juan de Ulúa. Guerre des Pâtisseries entre la France et le Mexique[24].

- 13 décembre : les cendres de Jean-Baptiste Kléber sont enterrées dans un caveau au cœur de la place Kléber à Strasbourg[25].
- 17 décembre : ouverture de la session parlementaire. Lecture du discours du trône : le roi fait appel aux sentiments de conciliation et de concorde. Il évoque « le concours si constant que les Chambres lui ont prêté depuis huit ans. » [26]. La commission chargée du projet d'adresse est en majorité hostile à Molé[27].

## Naissances en 1838
- 15 mai : Ulysse Butin, peintre français († 9 décembre 1883).
- 26 mai : Charles Castellani, peintre et auteur dramatique naturalisé français († 1er décembre 1913).
- 29 juin : Étienne-Prosper Berne-Bellecour, peintre, graveur et illustrateur français († 29 novembre 1910).
- 25 octobre : Georges Bizet, compositeur français († 3 juin 1875).
- 30 décembre : Émile Loubet, président de la république française († 20 décembre 1929).

## Décès en 1838
- 22 janvier, Grégoire Jagot, homme politique révolutionnaire français (° 21 mai 1750).
- 5 mars : Charles Boulanger de Boisfrémont, peintre français (° 25 juin 1773).
- 26 mars :
  - Jean-Baptiste Grenier, homme politique français, député du tiers état de la sénéchaussée de Riom aux États généraux  (° 21 avril 1753).
  - Charles Éléonor Dufriche-Valazé, général français (° 23 janvier 1751, 87 ans).
- 5 avril : Mme d'Haussonville, mère et grand-mère des deux académiciens Joseph et Paul-Gabriel d’Haussonville.
- 14 avril : Charles-Joseph Buquet, général français  (° 4 juin 1776).
- 17 mai
  - Charles-Maurice de Talleyrand-Périgord, homme d'État français  (° 1754).
  - René Caillé, explorateur français (° 19 novembre 1799)
- 5 septembre : Charles Percier, architecte français  (° 22 août 1764).
- 20 septembre : Albertine de Broglie, fille de Madame de Staël.
- 4 novembre : Louis-Claude Malbranche, peintre et lithographe français (° 3 septembre 1790).
- 20 décembre : Hégésippe Moreau, écrivain, poète et journaliste français  (° 8 avril 1810).